# David Cohen
David Cohen, född 1955, död 23 december 1997 israelisk skådespelare.

## Filmografi (urval)
- 1998 - Yom Yom
- 1996 - Zirat Ha'Rezach